# Diospyros defectrix
Diospyros defectrix är en växtart  i släktet Diospyros och familjen Ebenaceae. Den beskrevs av Harold Roy Fletcher 1937.
Arten är ett träd som förekommer i Indokina och på den kinesiska ön Hainan.